# بیداری عرب
بیداری عرب عنوان یک کتاب تألیف جرج آنتونیوس است که در ۱۹۳۸ توسط همیشتون همیلتون در لندن منتشر شده‌است. پایه‌های تاریخ نازیسم مدرن عرب در این کتاب بررسی می‌شود. به گفته مارتین کرامر، «بیداری عرب» کتابی ترجیحی برای نسل‌های پی در پی مورخان انگلیسی و آمریکایی و دانشجویان آن‌ها بود. این یک بحث مداوم در مورد مسائلی مانند ریشه‌های ناسیونالیسم عرب، اهمیت شورش‌های عربی سال ۱۹۱۶ و حل و فصل مسائل سیاسی پس از جنگ جهانی اول در خاورمیانه است.

## تحلیل
آنتونیوس نسبت ناسیونالیسم عربی را به محمد علی پاشا در مصر می‌رساند. او عقیده دارد که ناسیونالیسم عربی (با ریشه‌های فرهنگی و زبانی مشترک) برای قرنها خاموش بوده‌است و مؤسسات پروتستانهای مسیحی و تحصیل کرده‌های آمریکا تأثیر و نقش مخصوصی در تجدید بیداری عرب به عنوان یک زبان ناسیونالیستی داشته‌اند. دانشگاه آمریکایی بیروت (که در ابتدا کالج پروتستان سوریه بود) یک نقش محوری در این پیشرفت داشت. گرچه او اشاره می‌کند که در اواخر قرن نوزده این نقش ناپدید شد زیرا کالج شروع به آموزش بزبان انگلیسی نمود اما به عقیده آنتونیوس، میسیون‌ها، معلمان و مؤسسات آمریکایی نقش مهمی در پیشبرد جنگ نرم آمریکا در دوره ادوارد هفتم پادشاه انگلستان و بعد از جنگ جهانی اول را داشتند. با پایان قرن ۱۹ مشعل ناسیونالیسم عرب به روشنفکران عرب که در سوریه بزرگ (یا بلاد شام آنزمان) می‌زیستند و سایر افسران عرب که در ارتش عثمانی یک تشکیلات مخفی راه انداختند سپرده شد تا منافع ناسیونالیسم عربی را به پیش ببرند. این افسران در جنگ جهانی اول به‌طور واضح از اتحادیه نظامی میان روسیه، فرانسه و بریتانیا در مقابل امپراتوری عثمانی جانبداری کردند. گذشته از ریشه‌یابی تولد جنبش ناسیونالیسم عرب آنتونیوس در کتاب مطرح می‌کند که بریتانیا خود را در میان اعراب بی‌آبرو کرد؛ زیرا او به‌جای اهمیت دادن به خواست حقیقی و راستین اعراب برای اتحاد و حکومت مستقل به‌دنبال منافع استعماری خود بود. این کتاب دومین باری بود که ترجمه‌های معتبر «نامه‌های مک ماهون» را منتشر می‌کرد. این مکاتبات بین کمیسر عالی انگلیس در مصر و مکه مکرمه بین اکتبر ۱۹۱۵ و ژانویه ۱۹۱۶ صورت گرفت و تا زمان کنفرانس لندن در سال ۱۹۳۹ علنی و منتشر نشد. آنتونیو نتیجه‌گیری می‌کند که شریف حسین فهمید که انتشار این اسناد بدین معنی است که اگر او در کنار بریتانیا علیه امپراتوری عثمانی وارد جنگ شود به او یک دولت مستقل داده خواهد شد. این دولت شامل فلسطین هم خواهد بود. بر اساس این تضمین بود که شریف حسین در ۱۰ ژوئیه ۱۹۱۶ به نیروهایش دستور حمله به پادگان مکه را صادر کرد.